# 里加俄羅斯劇場

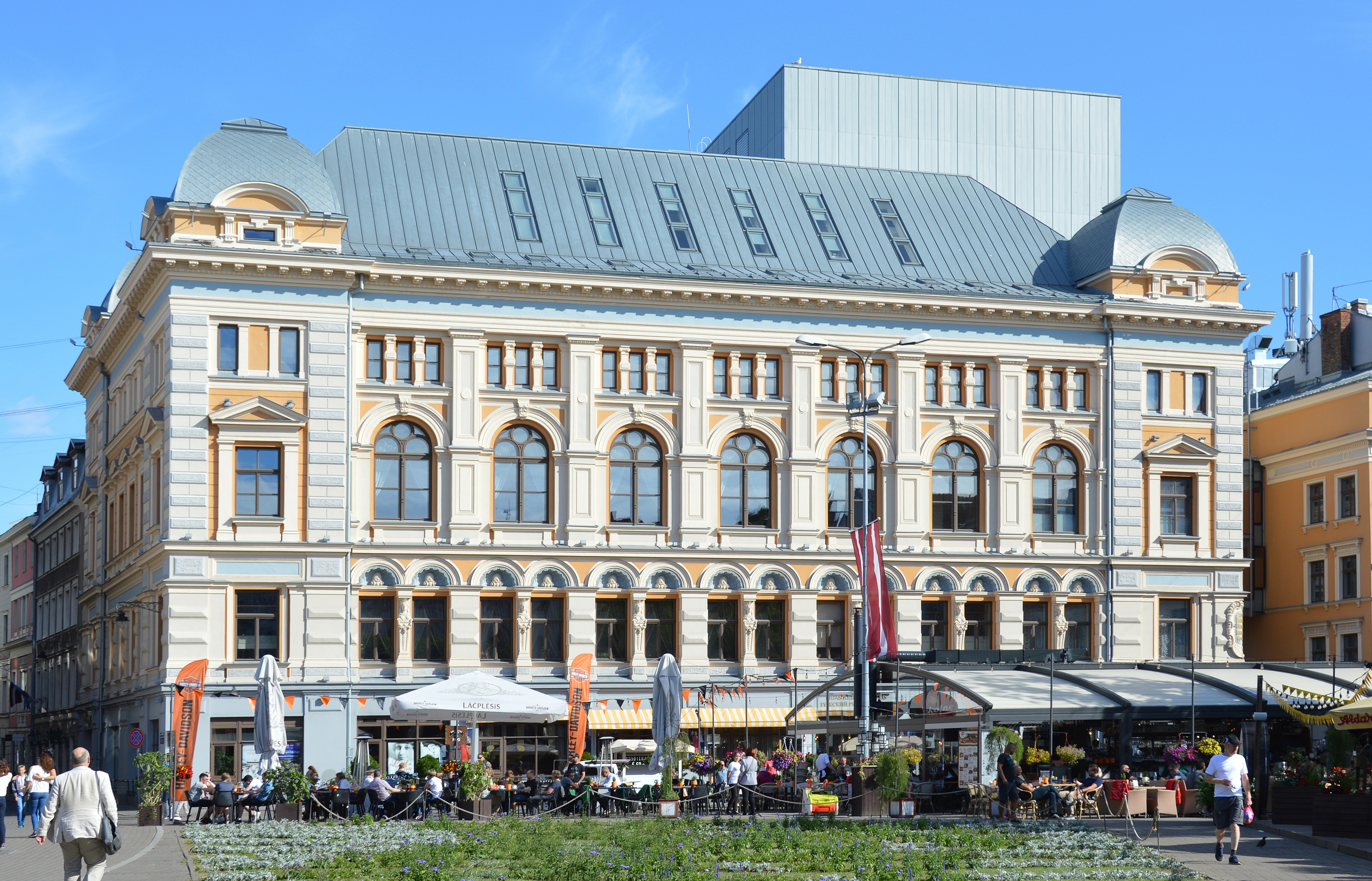
里加俄羅斯劇場

米哈伊爾·契訶夫里加俄羅斯劇場是拉脫維亞首都里加的一座劇場，創立於1883年。

## 外部連結
- Official website （页面存档备份，存于）

56°56′56.23″N 24°06′34.77″E / 56.9489528°N 24.1096583°E